# Boscos de miombo del Zambeze Central
Els boscos de miombo del Zambeze Central és una ecoregió de l'ecozona afrotropical, definida per WWF, que s'estén de nord-est a sud-oest, des de Tanzània i Burundi, a través de la República Democràtica del Congo i Malaui, fins a Zàmbia i Angola.

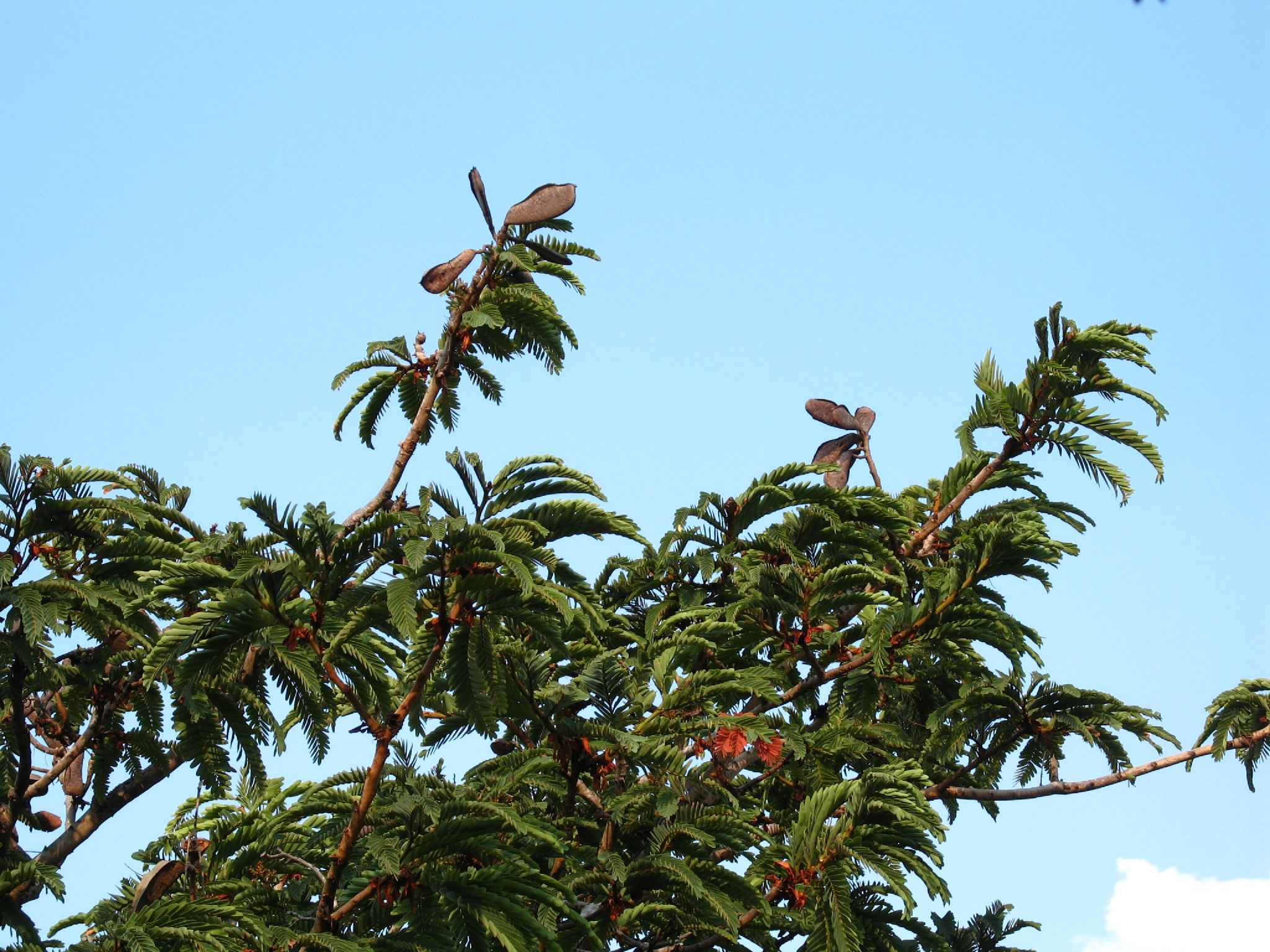
Brachystegia és un dels tres gèneres més comuns de miombo.

Forma part de la regió denominada sabana arbrada de miombo central i oriental, inclosa en la llista Global 200.

## Descripció
És una ecoregió de sabana, una de les més extenses d'Àfrica, amb una superfície d'1.184.200 quilòmetres quadrats; ocupa l'oest de Tanzània, l'est i sud de Burundi, el sud-est de la República Democràtica del Congo, el nord de Malawi i de Zàmbia i l'extrem oriental d'Angola.
Limita al nord amb el mosaic de selva i sabana de la conca del llac Victoria i el llac Victoria, al nord-est amb la sabana arbustiva de Tanzània i la selva muntanyenca d'Àfrica oriental, a l'oest amb la selva muntanyenca de la falla Albertina, el mosaic de selva i sabana del Congo meridional i els boscos de miombo d'Angola, al sud-oest amb les pastures del Zambeze occidental i la selva seca del Zambeze, al sud-oest amb la sabana arbrada de teca del Zambeze, al sud amb la sabana arbrada de mopane del Zambeze i la sabana arbrada de miombo meridional, i a l'est amb el mosaic muntanyenc de prada i selva del Rift meridional i la sabana arbrada de miombo oriental. També conté en el seu interior el matoll d'Itigi i Sumbu i diversos enclavaments de la prada inundada del Zambeze.
El clima és àrid, amb severes sequeres, però existeixen en la ecorregió nombrosos aiguamolls, que cobreixen el 30% de la seva superfície.

## Flora
La vegetació típica de miombo (gèneres Brachystegia, Julbernardia, i Isoberlinia) està enriquida amb gran nombre d'arbres sempre verds.

## Fauna
La fauna és molt diversa, tant pel que fa als mamífers com a les aus i els amfibis, encara que la densitat de grans animals és baixa.

## Endemismes
Només dues musaranyes són endèmiques entre els mamífers: Crocidura ansellorum i Crocidura zimmeri, així com dues aus: el teixidor de Lufira (Ploceus ruweti) i l'astrild de cara negra (Estrilda nigriloris).
Entre l'herpetofauna, el nombre d'endemismes és major: es coneixen 19 espècies de rèptils endèmiques i 13 d'amfibis.

## Estat de conservació
Vulnerable. A les zones properes a llacs o muntanyes, amb elevada densitat de població humana, l'ecosistema es troba degradat a causa de la caça, l'agricultura de secà, la desforestació i la mineria.

## Protecció
Hi ha en la ecoregió 14 parcs nacionals, 13 reserves de caça i nombroses àrees protegides d'altres tipus, com el Parc Nacional Kasungu, a Malawi.